# Berrya cordifolia
Berrya cordifolia är en malvaväxtart som först beskrevs av Carl Ludwig von Willdenow, och fick sitt nu gällande namn av Karl Ewald Maximilian Burret. Berrya cordifolia ingår i släktet Berrya och familjen malvaväxter. Inga underarter finns listade i Catalogue of Life.

## Bildgalleri

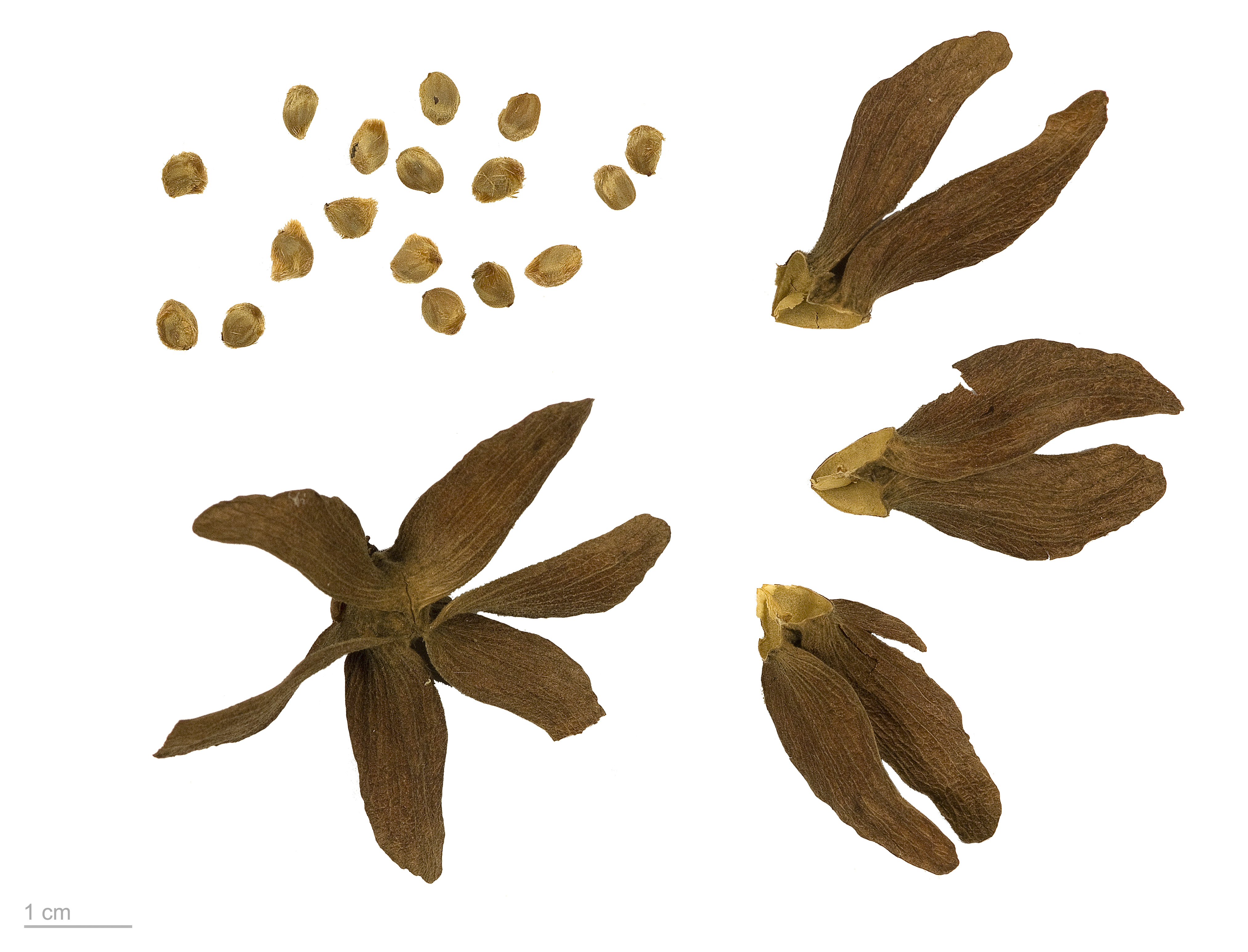